# Nicolai Senciuc
Nicolai Senciuc este un fost senator român în legislatura 1992-1996 ales în județul Suceava pe listele partidului FDSN.
Nicolai Senciuc a devenit membru PDSR din iulie 1993. Nicolai Senciuc a fost membru în comisia pentru cercetarea abuzurilor, combaterea corupției și petiții.

## Legaturi externe
- Nicolai Senciuc[nefuncțională – arhivă]
 la cdep.ro